# Valul de frig din Europa din ianuarie 2017

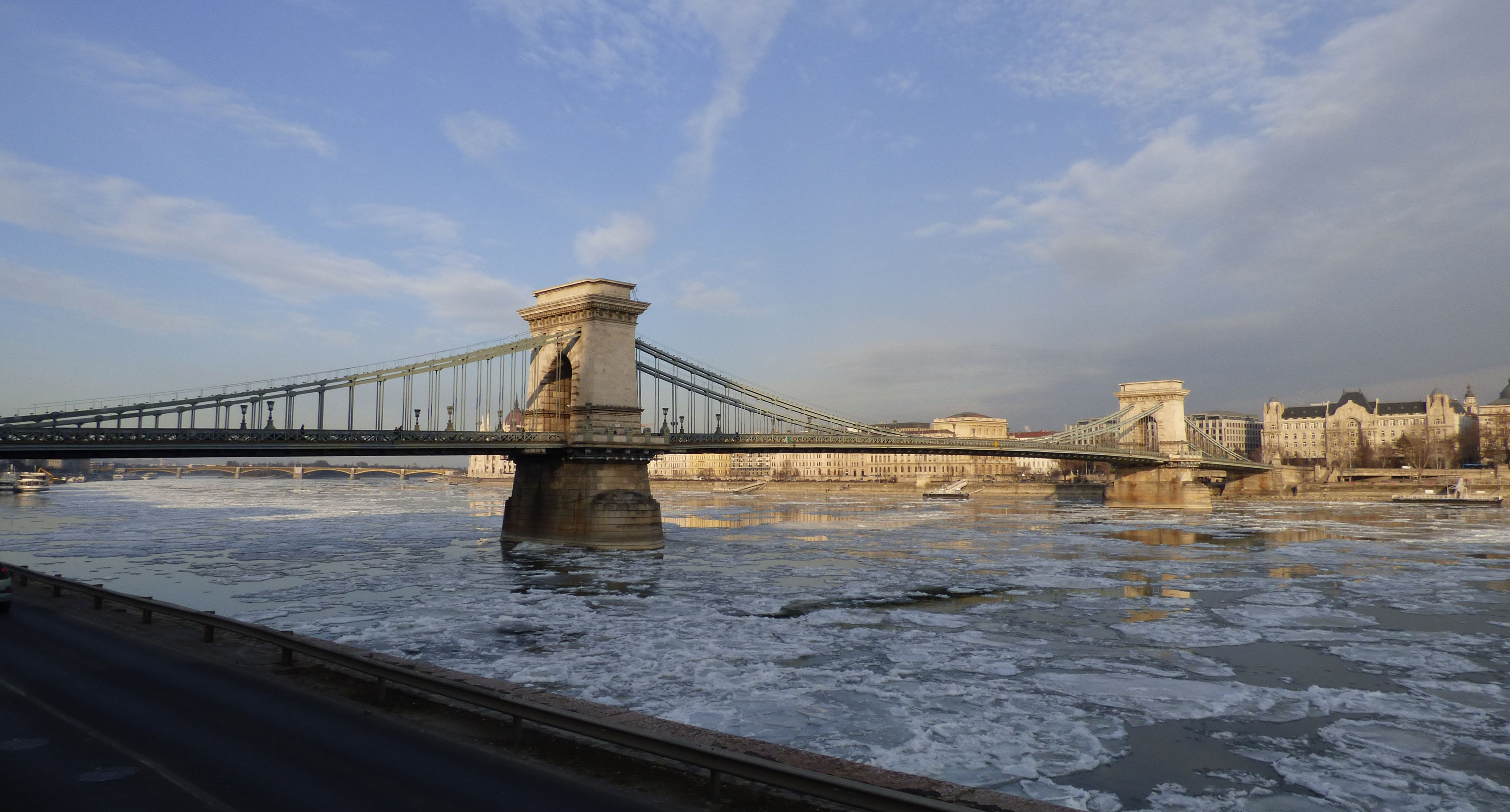
Dunărea înghețată la Budapesta

Un val de frig de origine polară a lovit centrul și estul Europei în luna ianuarie a lui 2017. Valul de frig a făcut peste 60 de victime, majoritatea în Polonia.

## Zone afectate

### Bulgaria
În Bulgaria, doi imigranți clandestini irakieni au fost găsiți morți pe muntele Strandja (sud-est). Bărbații, în vârstă de 28 și 35 de ani, au fost descoperiți înghețați într-o pădure. Peste 100 de orașe și sate au rămas fără curent electric din cauza viscolului. Un tren de pasageri a deraiat pe 8 ianuarie, după ce a lovit un nămete. Accidentul, care nu s-a soldat cu victime, a avut loc în centrul țării.

### Cehia
În Cehia, trei persoane, dintre care două fără adăpost, au murit de frig la Praga, unde temperaturile au scăzut sub –15°C.

### Croația
Regiunea Adriatica a fost și ea lovită de valul de frig, în special zona Split, în Croația, unde temperatura ajunsese în dimineața de 7 ianuarie la –7°C, cea mai scăzută din acest oraș-port din ultimii 50 de ani.

### Germania
Ninsorile și poleiului au afectat mai multe regiuni și în Germania, unde s-au produs numeroase accidente din cauza condițiilor. Pe o autostradă din nordul țării poleiul a provocat o ciocnire în lanț care a implicat mai multe autoturisme și a provocat șase răniți, printre care și copii. Un caz similar s-a produs pe autostrada A30, din vestul țării, unde s-au ciocnit două camioane și 14 mașini, provocând patru răniți ușor. La Hanovra a fost întreruptă circulația autobuzelor ca urmare a poleiului, iar echipele de salvare au fost chemate să intervină în 250 de cazuri produse din cauza poleiului.

### Italia

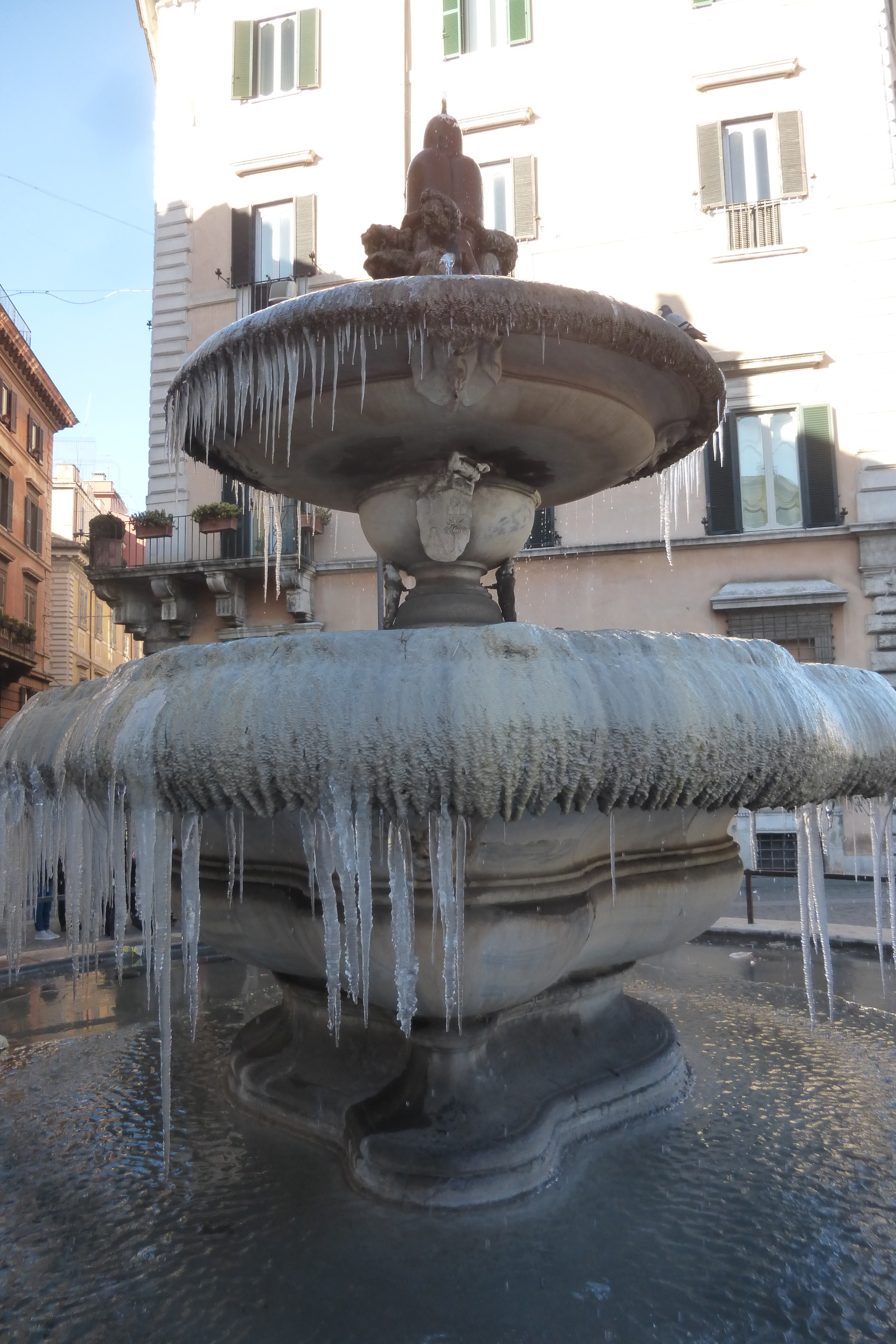
Fântână înghețată în Piazza d'Aracoeli, Roma

În Italia, valul de frig a provocat moartea a cel puțin șapte persoane în curs de 48 de ore. Cinci dintre aceste victime erau persoane fără adăpost, două dintre ele având cetățenie poloneză. În această țară a nins abundent în zona centrală, dar și în Apulia (sud-est), unde aeroporturile din Bari și Brindisi au fost închise, aceeași măsură fiind luată și în Sicilia și Insulele Eoliene.

### Polonia
În Polonia, temperaturile au coborât la –42°C.

### România

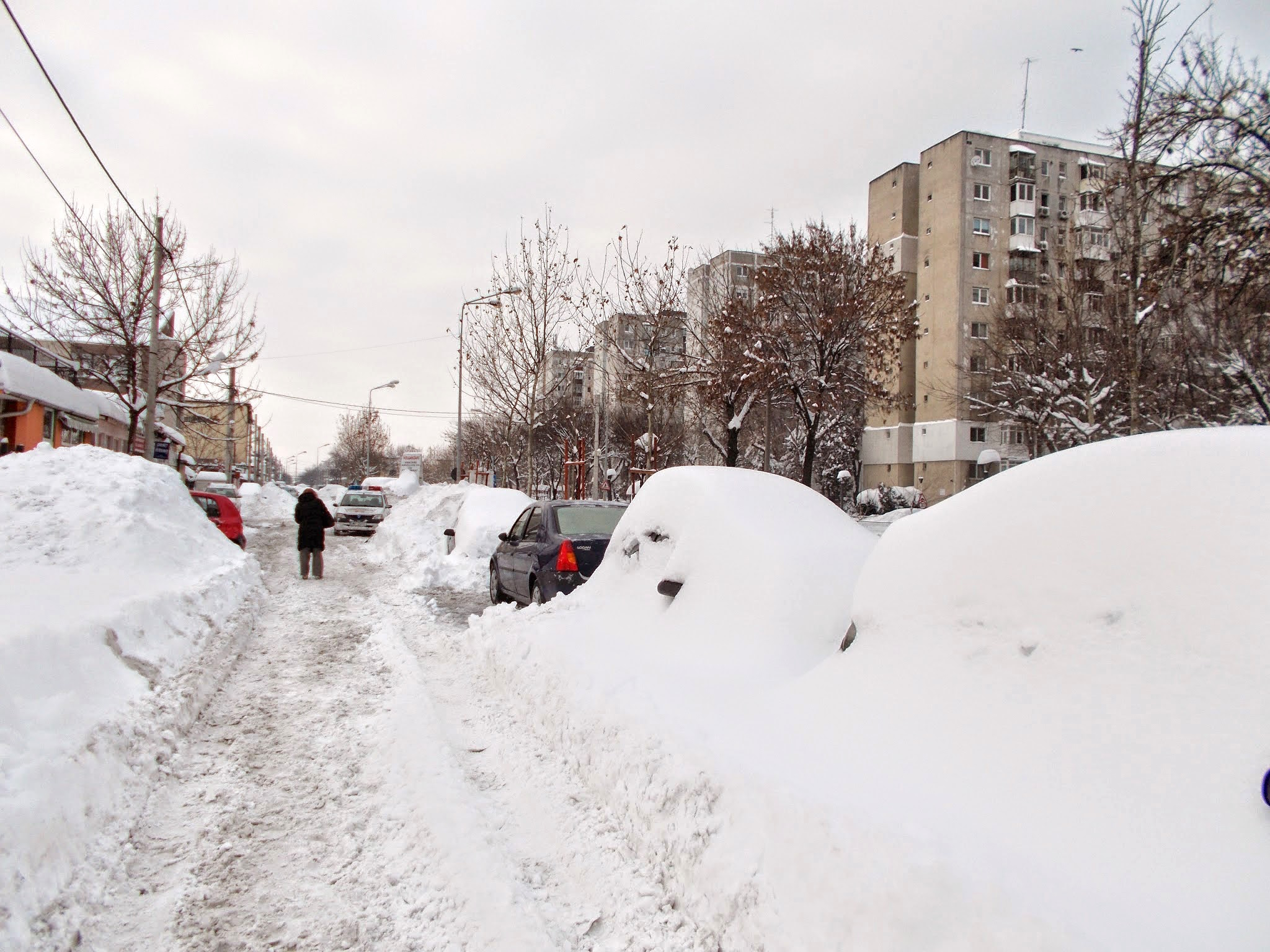
Mașini îngropate sub zăpadă în București

Din cauza frigului, opt oameni au murit în România și în jur de 60 au avut nevoie de ajutor medical, după ce au intrat în hipotermie. Mercurul în termometre a coborât până la –32°C în centrul țării, iar frigul a dus la închiderea școlilor.

### Rusia
Moscova a avut parte de cel mai rece Crăciun ortodox pe rit vechi din ultimii 120 de ani. Temperaturile au ajuns la circa –30°C în timpul nopții. Aproximativ 100.000 de locuitori ai localităților din Regiunea Moscova, precum Liuberțî, Lîtkarino, Dzerjinski și Kotelniki, au rămas fără curent electric și căldură din cauza temperaturilor extrem de scăzute.

### Serbia
În Serbia, temperatura cea mai scăzută a fost înregistrată în Sjenica, în sud-vest, cu cel puțin –33°C, iar circulația pe Dunăre și pe Sava a fost întreruptă. În capitala Belgrad, zeci de migranți blocați de închiderea rutei Balcanilor s-au refugiat într-un depozit dezafectat în apropiere de gară, din cauza temperaturilor care au atins –15°C în noaptea de 8 spre 9 ianuarie. Acești migranți refuză să intre în centrele oficiale de primire pentru a fi trimiși în țările din care au intrat în Serbia (Bulgaria sau Macedonia).

### Turcia
În Turcia, mii de pasageri au rămas blocați pe aeroportul Atatürk, după ce cea mai mare companie aeriană a țării a anulat 1.200 din cele 1.500 de zboruri programate. Chiar și strâmtoarea Bosfor a fost închisă pentru feriboturi din cauza lipsei de vizibilitate. O persoană a murit și cel puțin 10 au fost rănite la Istanbul, după ce baldachinul unei moschei s-a prăbușit din cauza vântului puternic și a zăpezii. Autostrada din nordul metropolei a fost închisă, iar mai multe autovehicule mari de transport au rămas blocate pe aceasta din cauza ninsorilor.

## Victime
| Țară          | Număr de morți |
| ------------- | -------------- |
| Polonia       | 20             |
| Cehia         | 8              |
| Italia        | 8              |
| România       | 8              |
| Bulgaria      | 3              |
| Macedonia     | 3              |
| Serbia        | 2              |
| Albania       | 1              |
| În altă parte | 8              |
| Total         | 61             |